# Dicranota consors
Dicranota consors är en tvåvingeart som först beskrevs av Alexander 1923.  Dicranota consors ingår i släktet Dicranota och familjen hårögonharkrankar. Inga underarter finns listade i Catalogue of Life.